# Jan Gąsienica Ciaptak
Jan Gąsienica Ciaptak (ur. 17 grudnia 1922 w Zakopanem, zm. 29 października 2009 tamże) – narciarz, olimpijczyk z Sankt Moritz, Oslo i Cortiny d’Ampezzo, trener. Przez długi czas znajdował się w pierwszej piętnastce narciarzy alpejskich świata, słynął ze świetnej techniki. W zawodach alpejskich często startował bez treningu. Słynne były przed laty pojedynki na nartach Ciaptaka z narciarzem Karlem Schranzem i Walterem Schusterem. Absolwent zasadniczej szkoły zawodowej. Zasłużony Mistrz Sportu i Honorowy Obywatel Miasta Zakopanego, w którym mieszkał. Rodzice – Maciej i Anna z domu Karpiel. Miał żonę, Helenę Gąsienicę Roj i syna Macieja (ur. 1954, mistrz Polski i akademicki mistrz świata w narciarstwie alpejskim).

## Przebieg kariery
Karierę sportową rozpoczął przed II wojną światową. Jego pierwszym klubem było SN PTT Zakopane. Pierwsze narty otrzymał od ojca. W 1939 w międzynarodowych zawodach w Suchym Żlebie na Kalatówkach zajął 4. miejsce w slalomie specjalnym (udział w nim brali także Austriacy i Niemcy) i zwyciężył w zawodach junior slalom.
Był trzykrotnym uczestnikiem igrzysk olimpijskich. W 1948 na olimpiadzie w Sankt Moritz wystartował w konkursie skoków, zajmując 36. miejsce (skoczył 53 m i 61 m) z notą 180,8 pkt. oraz w konkurencjach alpejskich: zjeździe (37. miejsce z czasem 3:21.3), slalomie specjalnym (nie ukończył konkurencji) oraz w kombinacji alpejskiej (31. miejsce i 31.12 pkt.). Reprezentanci Polski startowali na starym sprzęcie, a trasy, na których rywalizowali, oceniali jako trudne. Trasa zjazdu liczyła 3300 m długości i miała 890 m różnicy wysokości. Ciaptak nigdy nie hamował, nawet przed bramkami nie wytracał szybkości, stąd miał liczne kontuzje.
Na kolejnych igrzyskach, które odbyły się w Oslo w 1952, wystartował tylko w slalomie specjalnym, jednak konkurencji nie ukończył (ominął bramkę w drugim przejeździe).
Dwa lata później wziął udział w mistrzostwach świata w narciarstwie alpejskim w Åre, gdzie zajął 8. miejsce w trójkombinacji alpejskiej, 18. w slalomie oraz 23. w slalomie gigancie.
W igrzyskach w Cortinie d’Ampezzo wystartował tylko w slalomie, zajmując w nim 16. miejsce.
Karierę sportową zakończył w 1966 roku. Miał wówczas 44 lata. Równocześnie rozpoczął pracę na stanowisku trenera. W 1970 rozstał się ze sportem i podjął pracę taksówkarza w Zakopanem. Zmarł 29 października 2009 roku.

## Osiągnięcia

### Igrzyska olimpijskie
| 1948 Sankt Moritz      | – | 37. miejsce (w zjeździe), 36. miejsce (w skokach), 31. miejsce (w kombinacji alpejskiej), nie ukończył slalomu |
| 1952 Oslo              | – | dyskwalifikacja w slalomie                                                                                     |
| 1956 Cortina d’Ampezzo | – | 16. miejsce (w slalomie)                                                                                       |

#### Starty J. Gąsienicy Ciaptaka w skokach naigrzyskach olimpijskich– szczegółowo
| Miejsce | Dzień    | Rok  | Miejscowość  | Skocznia       | Konkurs  | Skok 1 | Skok 2 | Nota      | Strata   | Zwycięzca      |
| ------- | -------- | ---- | ------------ | -------------- | -------- | ------ | ------ | --------- | -------- | -------------- |
| 36.     | 7 lutego | 1948 | Sankt Moritz | Olympiaschanze | indywid. | 53,0 m | 61,0 m | 180,8 pkt | 47,3 pkt | Petter Hugsted |

#### Starty J. Gąsienicy Ciaptaka w narciarstwie alpejskim naigrzyskach olimpijskich– szczegółowo
| Miejsce | Dzień       | Rok  | Miejscowość       | Dyscyplina/konkurencja | Wynik  | Strata | Zwycięzca        |
| ------- | ----------- | ---- | ----------------- | ---------------------- | ------ | ------ | ---------------- |
| 37.     | 2 lutego    | 1948 | Sankt Moritz      | zjazd                  | 3:21,3 | 3:26,3 | Henri Oreiller   |
| NU      | 5 lutego    | 1948 | Sankt Moritz      | slalom                 | -      | -      | Edy Reinalter    |
| 31.     | 2-4 lutego  | 1948 | Sankt Moritz      | kombinacja             | 31,12  | 27,85  | Henri Oreiller   |
| DQ      | 19 lutego   | 1952 | Oslo              | slalom                 | -      | -      | Othmar Schneider |
| 16.     | 31 stycznia | 1956 | Cortina d’Ampezzo | slalom                 | 3:40,0 | 0:25,3 | Toni Sailer      |

### Mistrzostwa świata w narciarstwie alpejskim
| 1954 Åre | – | 8. miejsce (w kombinacji), 18. miejsce (w zjeździe), 23. miejsce (w slalomie gigancie) |

### Sukcesy krajowe
- mistrz Polski w zjeździe (1948, 1949, 1952, 1954, 1955)
- mistrz Polski w slalomie (1949, 1951, 1952, 1954, 1955, 1958, 1959, 1963)
- mistrz Polski w slalomie gigancie (1953, 1954, 1955, 1956, 1957, 1959,1960)
- mistrz Polski w kombinacji alpejskiej (1948, 1949, 1951, 1954, 1955, 1956, 1959)
- mistrz Polski w sztafecie 4 × 10 km (1958)
- wicemistrz Polski w zjeździe (1947, 1953, 1956)
- wicemistrz Polski w slalomie specjalnym (1953)
- wicemistrz Polski w slalomie gigancie (1952)
- wicemistrz Polski w kombinacji alpejskiej (1947, 1958).
- dziewięciokrotne zwycięstwo w Memoriale Bronisława Czecha i Heleny Marusarzówny (1949-1960).

#### Mistrzostwa Polski w skokach
| Miejsce | Dzień     | Rok  | Miejscowość | Skocznia       | Punkt K | Konkurs | Skok 1 | Skok 2 | Nota      | Strata   | Zwycięzca          | Źródło |
| ------- | --------- | ---- | ----------- | -------------- | ------- | ------- | ------ | ------ | --------- | -------- | ------------------ | ------ |
| 4.      | 3 lutego  | 1946 | Zakopane    | Wielka Krokiew | K-55    | ind.    | 50,5 m | 53,5 m | 197,9 pkt | 27,1 pkt | Stanisław Marusarz | [ 7 ]  |
| 5.      | 22 lutego | 1948 | Karpacz     | Orlinek        | K-?     | ind.    | 45,5 m | 46,0 m | 196,5 pkt | 14,2 pkt | Stanisław Marusarz | [ 8 ]  |
| 7.      | 7 lutego  | 1949 | Szczyrk     | Skalite        | K-?     | ind.    | 63,0 m | 63,0 m | 194,5 pkt | 26,5 pkt | Stanisław Marusarz | [ 8 ]  |